# Стрітенський собор (Прилуки)
Стрі́тенський собо́р у Прилу́ках — пам'ятка української церковної архітектури XIX століття. Знаходиться в місті Прилуки Чернігівської області. Збудований для увічнення пам'яті вбитого 1 березня 1881 року імператора Олександра II.

## Історія

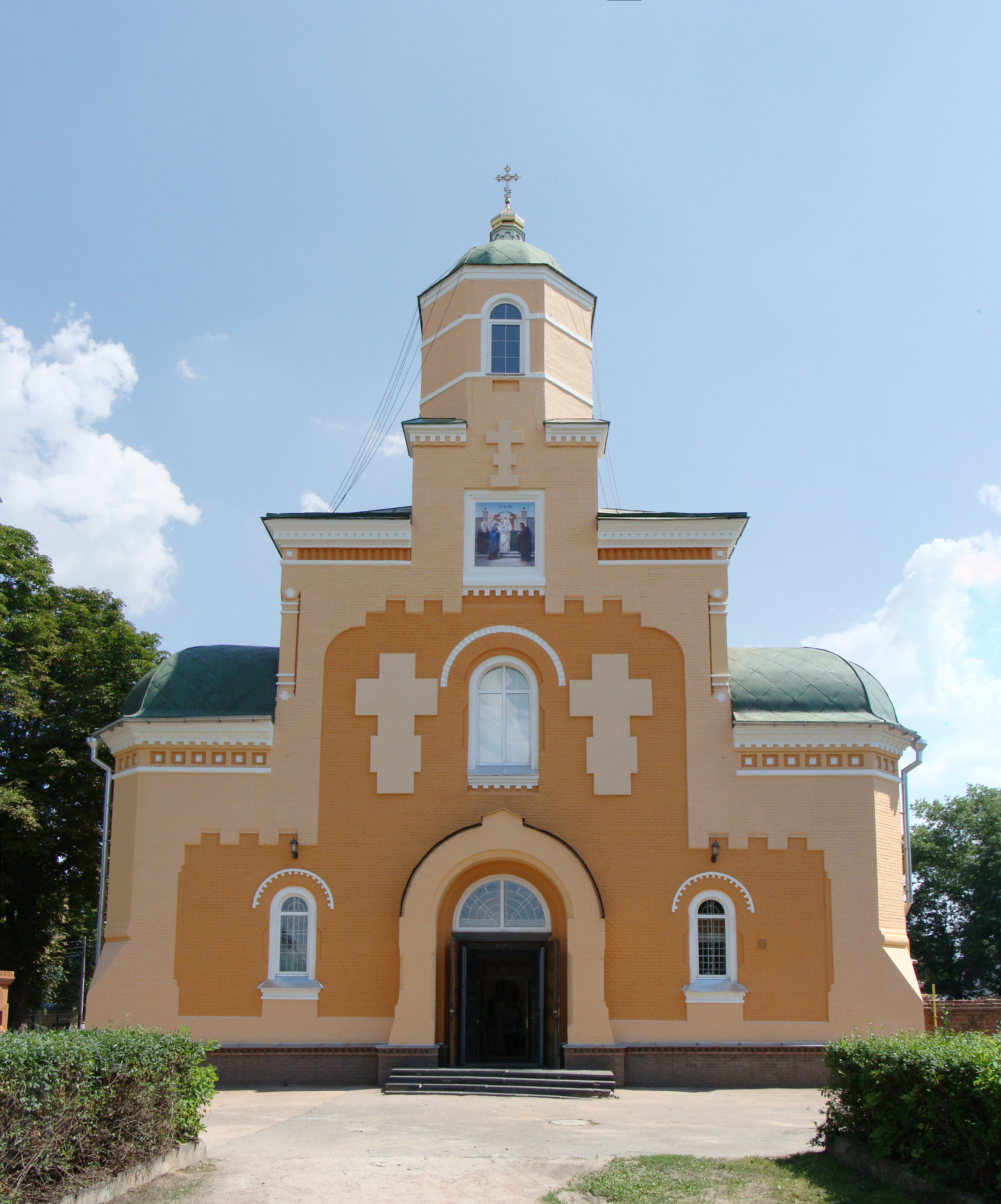
Фасад Стрітенського собору, 2010

Про те, що спорудження храму було пов'язане з убивством царя, свідчать написи на поштових листівках початку ХХ століття: «Городская площадь и часовня в память Императора Александра II» та «Городская Управа и часовня в память Императора Александра II».
Фінансувалося будівництво переважно за рахунок міського голови Івана Дедіна. Відомо, що Іван Дедін пожертвував на будівництво собору 60 тисяч карбованців золотом, що на той час було величезною сумою. В одному з документів тих років писали про будівництво храму: «своєю красою, благоліпністю і зручностями буде прекрасним пам'ятником старанності жителів міста Прилук, у якому міський голова Дедін має почесну частку участі і як жертводавець, і як заступник і представник суспільства».
Будівництво було завершене в 1889 році.
У кінці 1929 року більшовики закрили Стрітенську церкву, а наступного року в ній розмістився Окружний краєзнавчий музей.
Під час окупації Прилук німцями церква знову була відкрита для віруючих.
У 1940-і роки після закриття радянською владою Густинського монастиря в собор перевезли частину ікон.

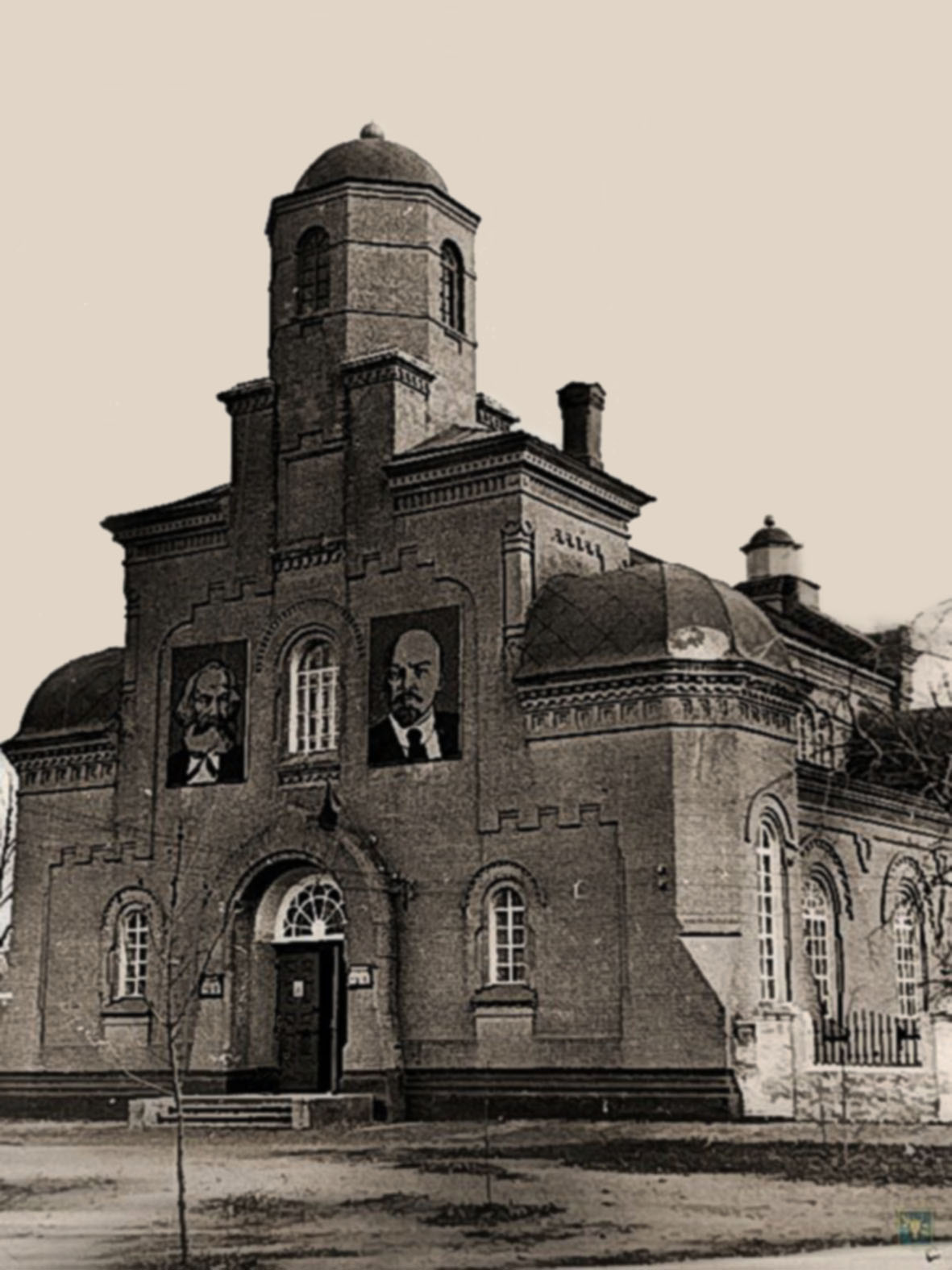
Стрітенський собор, 1940-і роки

У 1960 році знову передана під музей. Будівлю повністю реконструювали. Тепер це стала зовсім інша за стилем архітектурна споруда. Проте навіть після реставрації на фасаді під товстим шаром штукатурки й фарби проступали два хрести, які завісили величезними портретами Леніна та Фрідріха Енгельса.
Лише 2007 року Стрітенську церкву вкотре повернули церковній громаді. Міською громадою його було передано Густинському Свято-Троїцькому монастирю.
На даний час у храмі ще ведуться ремонтні роботи, однак він уже відкритий для прихожан.

## Архітектура
Це мурована, за типом — тринефна базиліка (прямокутна споруда, розділена по довжині на три частини — нефи).
Стрітенський собор будувався у нехарактерному для православної культової архітектури стилі. Це велика тринавна цегляна базиліка з трьома банями над входом. Храм вкриває двоскатний дах. Головна баня відсутня. Загалом Стрітенський собор має деяку подібність до Пархомівської церкви, що на Київщині.
Зовнішнє оздоблення виконано з використанням декоративних можливостей цегли. По центру над входом угорі було зображено біблійний сюжет «Стрітення Господнє»: зустріч у храмі Ісуса Христа на 40-й день після його народження зі старцем Симеоном. Адже церква отримала назву саме від цього свята.

## Галерея

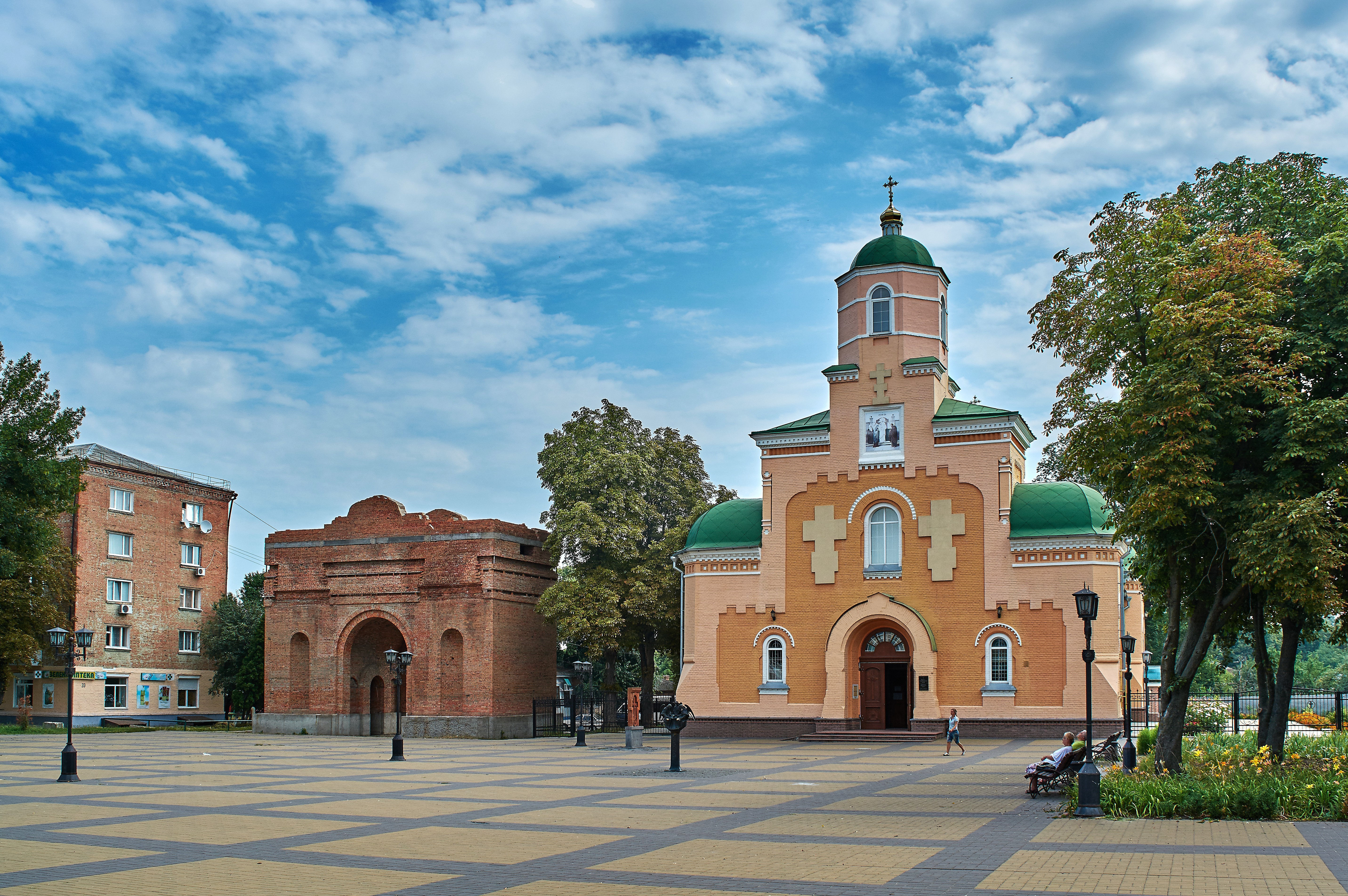
Собор, Соборна площа та історична частина міста
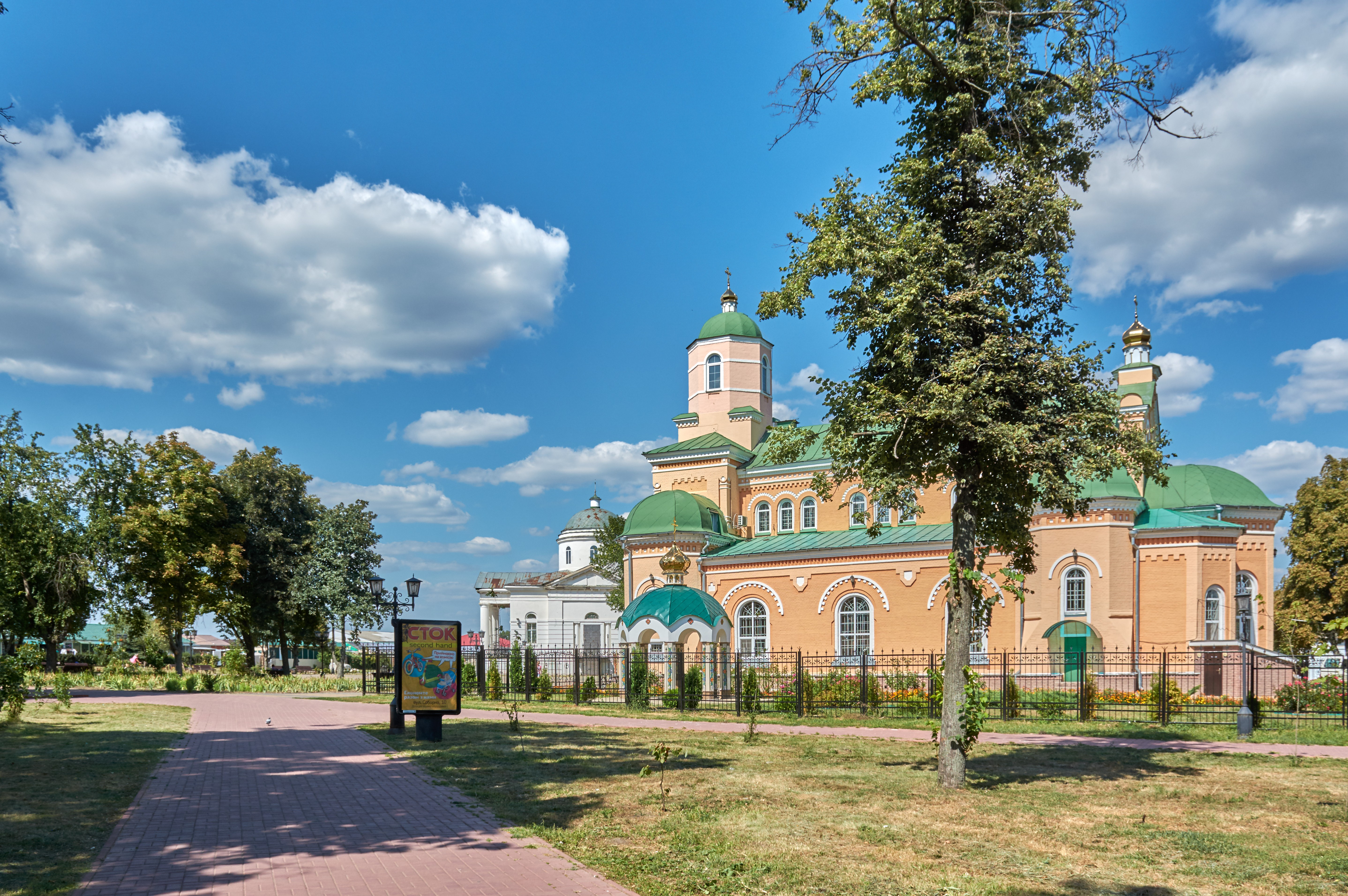
Вигляд збоку
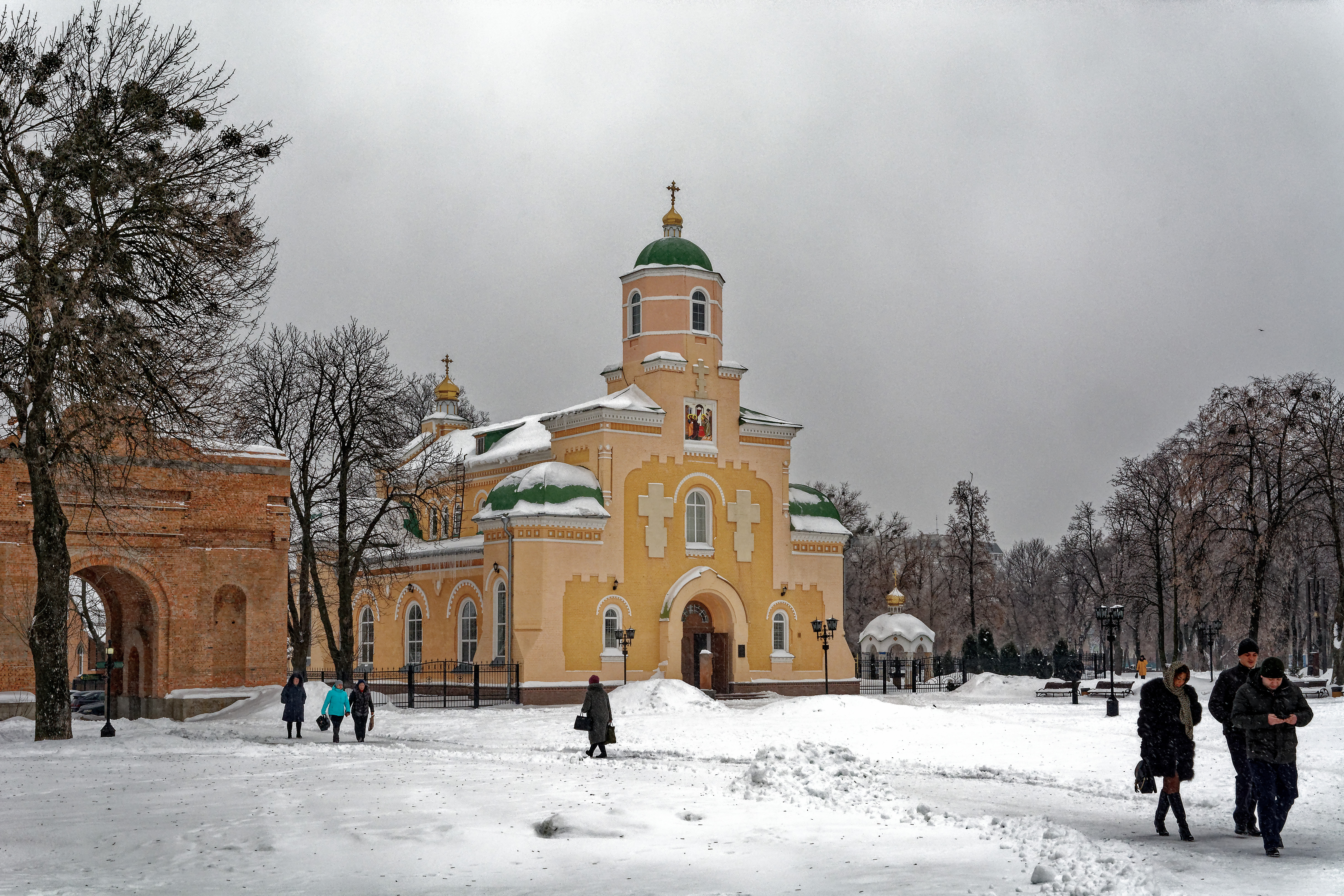
Стрітенський собор взимку